# Disk-Array

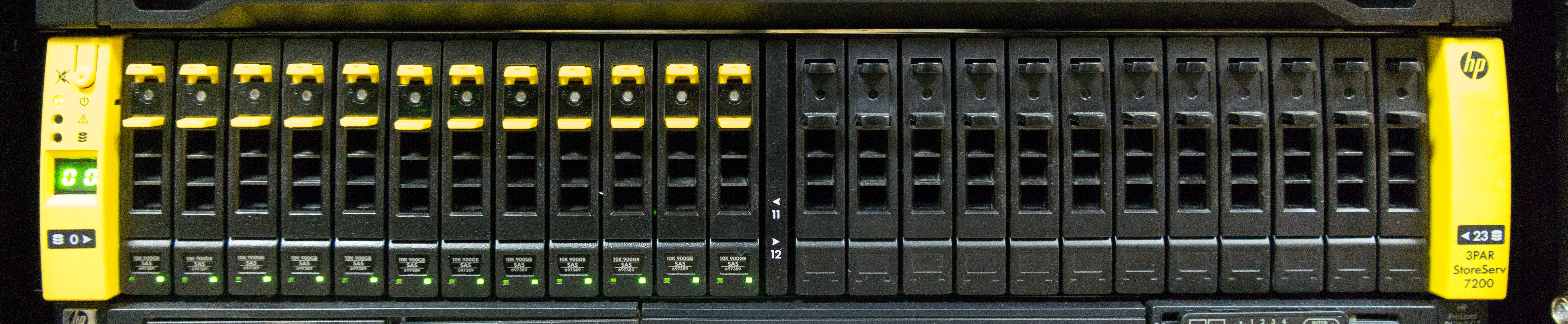
Disk-Array von HP

Ein Disk-Array (eingedeutscht Disksubsystem oder Plattensubsystem) ist ein Gerät mit mehreren Festplatten, die Servern zur Verfügung gestellt werden. Funktionalitäten wie RAID, Storage-Virtualisierung, Kopien oder Spiegelungen innerhalb desselben oder auch zwischen Disk-Arrays werden direkt auf diesen ohne Beteiligung der Server ausgeführt.

## Geschichte

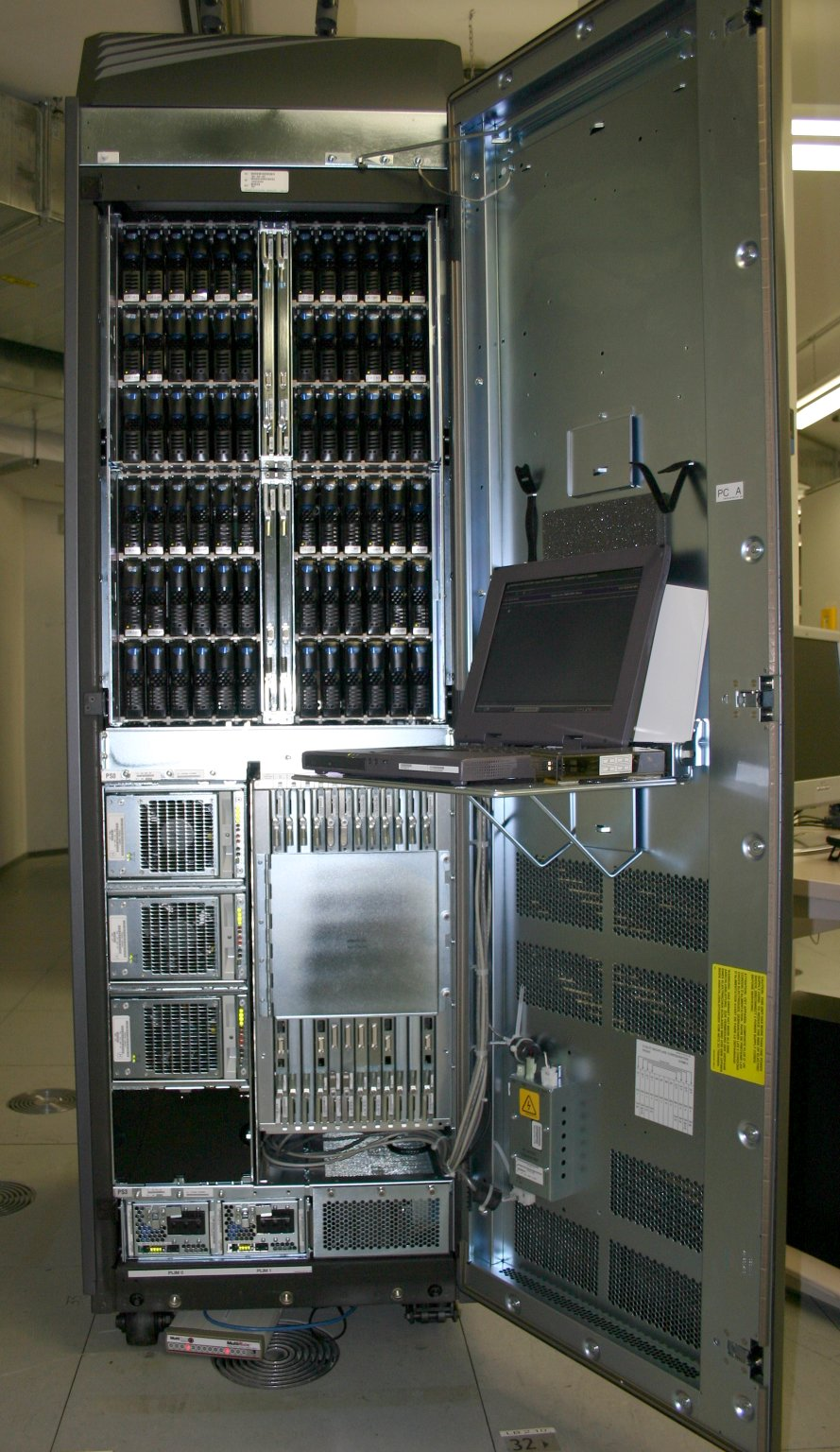
EMC Symmetrix DMX1000, aus Anfang der 2000er-Jahre. Im oberen Bereich befinden sich die Festplatten, im unteren Controller, Netzteile und die USV.

Die ersten Disk-Arrays waren einfache externe Festplattengehäuse ohne RAID-Funktionalität (JBOD). Moderne Disk-Arrays verfügen über mehrere unabhängige Controller, um Hochverfügbarkeit durch Redundanz, hohe Datentransferleistungen durch Lastverteilung und den parallelen Zugriff von mehreren Servern gleichzeitig (oft über ein Storage Area Network) zu ermöglichen. Ebenfalls üblich ist der Einsatz von Cache-Subsystemen. Hierdurch wird ein Schreibvorgang bereits zum Betriebssystem hin als beendet gemeldet, wenn die Daten im Cache des Disk-Arrays abgelegt wurden, aber noch nicht physisch auf die Festplatten gespeichert wurden. Dies beeinflusst die Schreibperformance des Gesamtsystems positiv.
Anfangs erfolgte der Anschluss über SCSI. Ende der 1990er Jahre setzte sich Fibre Channel als übliche Schnittstelle durch. Je nach Einsatzbereich ist auch eine Anbindung über iSCSI denkbar. Im Großrechner-Umfeld sind ESCON und FICON gängige Protokolle.

## Trivia
Häufig können einzelne Festplatten bei Disk-Arrays im laufenden Betrieb eingesetzt oder ausgetauscht werden, dies wird als Hot-Plug bezeichnet. Dazu benötigt jede Festplatte einen speziellen Einbaurahmen. Hot-Spare-Festplatten können konfiguriert werden, um im Fehlerfall die Daten einer defekten Festplatte zu übernehmen.
Disk-Arrays aus Anfang der 2000er-Jahre können hunderte Festplatten und Kapazitäten bis hin zu mehreren hundert Terabytes verwalten und verfügen über Caches von etlichen Gigabytes. Beispiele aus dem Jahr 2006 sind die EMC Symmetrix DMX-3 mit 525 TB nutzbarer Kapazität auf 2400 Festplatten mit 256 GB Cache und die HP XP 12000 mit 332 TB nutzbarer Kapazität auf 1152 Festplatten mit 128 GB Cache (jeweils im theoretischen Maximalausbau).
Der Name „Sub-System“ leitet sich vom Zusammenspiel zwischen dem jeweiligen Plattensystem und dem eigentlichen Hauptrechner, auf dem die Anwendungen laufen, ab.